# Gaurotes lucidivirens
Gaurotes lucidivirens är en skalbaggsart som beskrevs av Holzschuh 1998. Gaurotes lucidivirens ingår i släktet Gaurotes och familjen långhorningar. Inga underarter finns listade i Catalogue of Life.